# Apu Ollantay

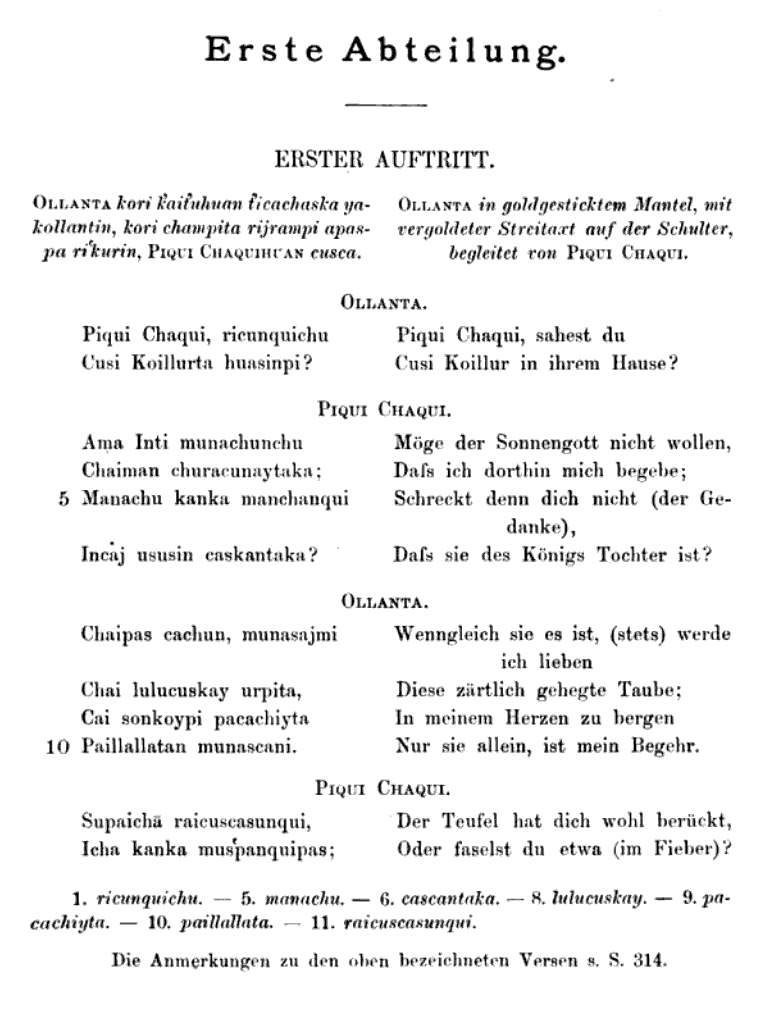
Drama Ollanta, Ausgabe Ernst Middendorf, 1890, Anfang

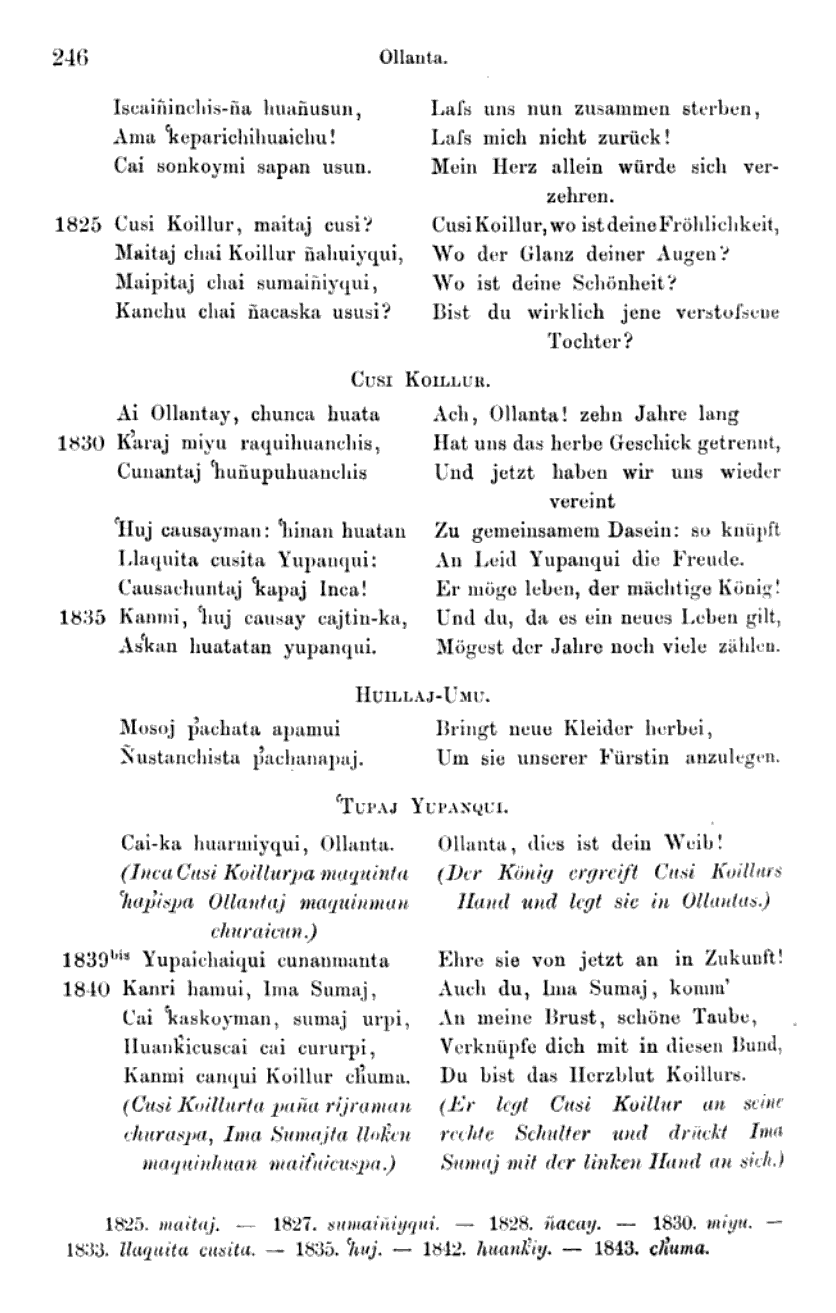
Drama Ollanta, Ausgabe Ernst Middendorf, 1890, vorletzte Seite

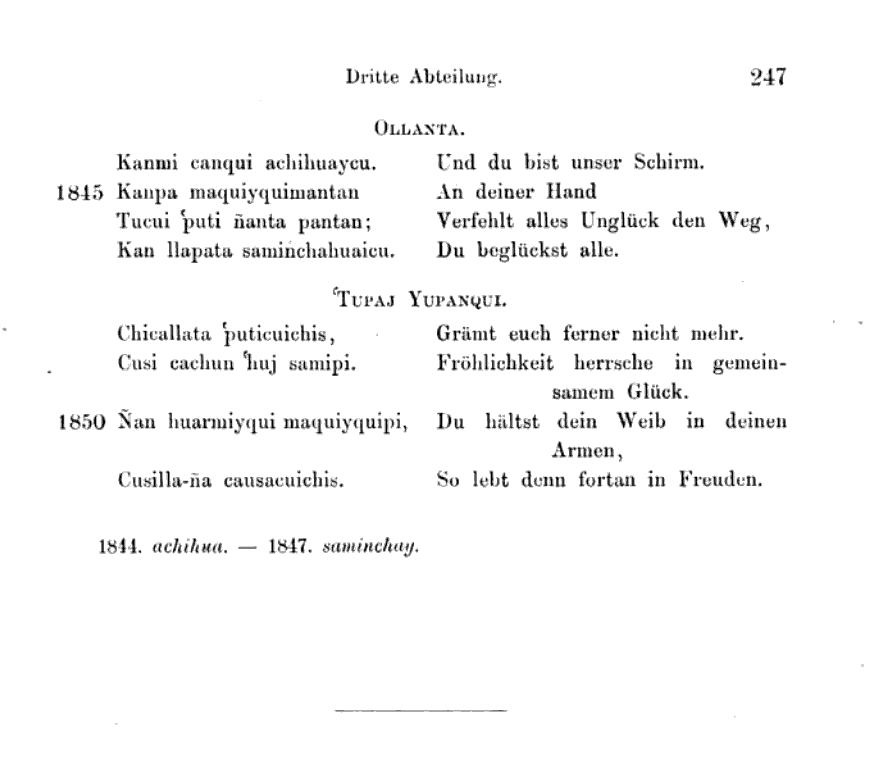
Drama Ollanta, Ausgabe Ernst Middendorf, 1890, Ende

Das Theaterstück Apu Ollantay gilt als das klassische Werk der kolonialperuanischen Quechua-Literatur. Es wurde im 18. Jahrhundert viel am Theater zu Cusco aufgeführt und wurde im 19. Jahrhundert wiederentdeckt. Der Text des Stückes ist vollständig auf Quechua, ohne spanische Lehnwörter, jedoch ist der Handlungsstrang stark vom spanischen Drama beeinflusst.

## Inhaltsbeschreibung
Das Theaterstück handelt von der Liebe des Generals des Inka, Apu Ollantay, zur Tochter des Inkas Pachakutiq, Kusiquyllur (auch Cusicoyllur, so viel wie „Glücklicher Stern“). Diese verbotene Liebe bleibt nicht folgenlos, dennoch hält der verdiente General Ollantay um die Hand Kusiquyllurs an – und wird wegen seines Ansinnens von Inka Pachakutiq vom Dienst als General suspendiert. Daraufhin startet Ollantay von Ollantaytambo aus eine Revolution, lässt sich selbst zum Gegeninka ausrufen und braucht 10 Jahre, um diese Revolution vorzubereiten. Derweil bringt Kusiquyllur im Gefängnis ihre Tochter Ima Sumaq zur Welt. Letztlich ist es der alte Freund Rumiñawi (Steinauge), der mit List als vorgeblicher politischer Flüchtling die Rebellenarmee in Ollantaytambo während des Inti Raymi (Sonnenfestes) zum übermäßigen Alkoholgenuss verführt und damit den wenigen reichstreuen Truppen die Tore öffnet. Ollantay, sein General Urqu Waranqa (Orco Huaranca), der Oberpriester Willaq Umu und die Rebellen werden überwältigt, festgenommen und vor den Inka gebracht.
Dieser regierende Inka war aber nicht mehr Pachakutiq, sondern Tupaq Yupanki, sein Nachfolger, der Ollantay begnadigt und ihm seine Kusiquyllur zur Frau gibt.

## Überlieferungsgeschichte
Es gibt zwei Überlieferungsstränge, einerseits die Überlieferung aufgrund der Manuskripte und andererseits die Überlieferung aufgrund der 1857 erstmals nieder geschriebenen Oraltradition. 
Die bekannten Manuskripte sind: 
- Dominico I, herausgegeben von Johann Jakob von Tschudi. Es befand sich in der Bibliothek des Klosters Santo Domingo zu Cusco, auf den Grundmauern des Sonnentempels, des ehemaligen Hauptheiligtums des Inkareiches.
- Das Justiniani-Manuskript, das sich in der Nationalbibliothek in Lima befindet und nach den Angaben des britischen Reisenden Clement Markham eine Abschrift des ursprünglichen Textes von Valdez, der zur Zeit Markhams Aufenthalt in Cusco 1853 als Freund des Revolutionärs Tupac Amaru II. und Autor des Textes galt. Diese Revolution fand 1780–82 statt.
- Wahrscheinlich wurde das Sararaura - Manuskript von Gavino Pacheco Zegarra für seine Ausgabe des Dramas herangezogen. Diese Ausgabe aus dem Jahre 1871 beinhaltet als Anhang die Ausgabe der Oraltradition, die 1837 in der kleinen Zeitung El museo erudito o los tiempos y las costumbres erschienen ist.
- Das Dominico II - Manuskript, das von Teodoro L. Meneses herausgegeben wurde.

## Interpretation
Nach dem Stand der Forschung gehört das Drama zu der spanischen von Calderón de la Barca begründeten Komödien- bzw. Tragikomödientradition. Dies erklärt aber immer noch nicht die Oraltradition und gewisse Dinge im Drama selbst, die das Vorwissen einer Vorgeschichte verlangen, wie beispielsweise Medea von Euripides wenigstens umrisshafte Kenntnisse der Argonautika als Vorgeschichte verlangt. Vom anthropologischen Standpunkt der Mythenforschung dürfte die Interpretation des andinen Subtextes im Drama durch Alejandro Ortiz Rescaniere: El Quechua y el Aymará (Madrid 1992) immer noch Gültigkeit haben. Mittlerweile tauchten Indizien auf, dass das Drama tatsächlich auf der offiziellen Geschichtsdarstellung beruht, die Reichsaristokraten spanischen Chronisten überliefert hatten, und unterdrückte Ereignisse rund um die Regierungszeit Pachakutiqs enthält.

### Ausgaben des Dramas Apu Ollantay
- Johann Jakob von Tschudi (Hrsg.): Ollanta. Ein altperuanisches Drama aus der Kechuasprache. K. Gerolds Sohn, Wien 1875 (Text des Dramas zweisprachig Ketschua-Deutsch auf den Seiten 62–135, PDF 17 MB).
- Julio Calvo Pérez (Hrsg.): Ollantay - Edición Crítica de la Obra Anónima Quechua [Anónimo]. Centro Bartolomé de las Casas: Cusco (Peru) 1998 (Orig. mit span. Übers.)
- Jesús Lara (Hrsg.): Ollanta - drama quechua del tiempo de los inkas [Anónimo]. Trad. por Jesús Lara. Libr. Ed. "Juventud", La Paz 1971  (Orig. mit span. Übers.)